# Премия Рене Клера
Премия Рене Клера (фр. Prix René-Clair) — награда, учреждена в 1994 году Французской академией за достижения в сфере кинематографа, прежде всего за написание киносценариев.  Названа в честь французского кинорежиссера Рене Клера.

## Лауреаты
- 1994: Александр АстрюкАлександр Астрюк — первый лауреат Премии Рене Клера (1994)
- 1995:
  - Робер Брессон

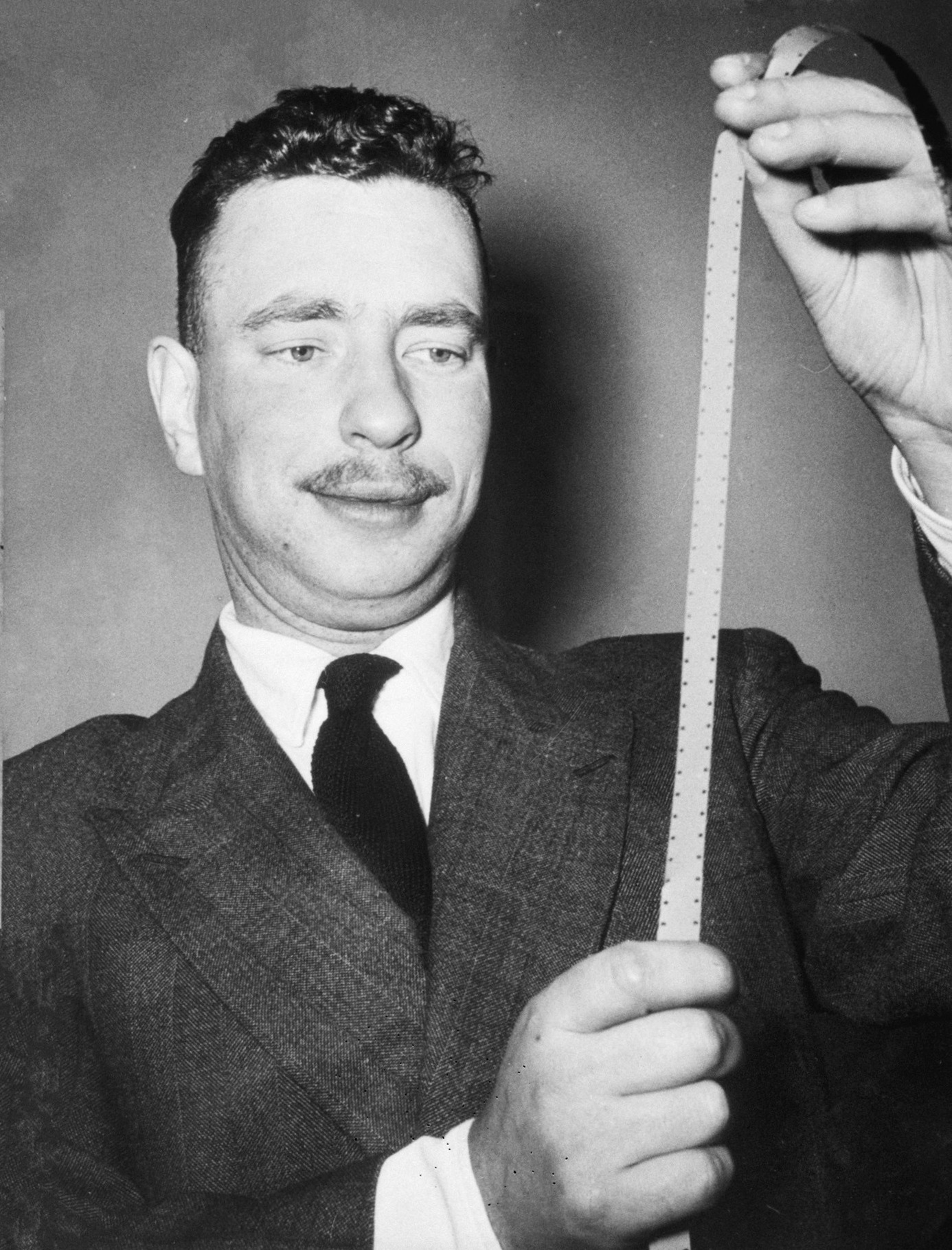
Александр Астрюк — первый лауреат Премии Рене Клера (1994)

  - Пьер Биллар, медаль за: фр. L'Âge classique du cinéma français. Du cinéma parlant à la Nouvelle vague
  - Жан Мишель Фродон, медаль за: фр. L'Âge moderne du cinéma français. De la Nouvelle Vague à nos jours
- 1996: Эдуар Молинаро
- 1997: Жак Розье
- 1998: Константин Коста-Гаврас
- 1999: Роман Полански
- 2000: Патрис Леконт
- 2001: Аньес Жауи и Жан-Пьер Бакри
- 2002: Аньес Варда
- 2003: Андре Тешине
- 2004: Ален Корно
- 2005: Клод Шаброль
- 2006: Жак Одиар
- 2007: Ален Кавалье
- 2008: Паскаль Тома
- 2009: Бертран Тавернье
- 2010: Ксавье Джанноли
- 2011: Даниель Томпсон
- 2012: Бенуа Жако
- 2013: Филип Ле Гюе
- 2014: Роберт Гедигян
- 2015: Жак Перрен
- 2016: Анн Фонтен
- 2017: Стефан Бризе
- 2018: Брюно Дюмон
- 2019: Валерия Бруни-Тедески
- 2020: Ксавье Долан